# Las Yayas de Viajama
Las Yayas de Viajama és un municipi de la República Dominicana, que està situat a la província de Azua. Limita al nord amb San Juan i Padre Las Casas; a l'oest amb Tamayo; a l'est amb Tábara Arriba i Peralta; i al sud amb Vicente Noble i Tábara Arriba. Està format pels districtes municipals de las Yayas de Viajama, Villarpando i Hato Nuevo Cortés: Va ser constituït com a municipi el 2001.